# 10348 Poelchau
10348 Poelchau (1992 HL4) là một tiểu hành tinh vành đai chính được phát hiện ngày 29 tháng 4 năm 1992 bởi F. Borngen ở Tautenburg.